# Darío Pereyra
Darío Pereyra (Montevideo, 20 oktober 1956) is een voormalig Uruguayaans voetballer en trainer. Hij verwierf de sterrenstatus bij São Paulo FC waar hij samen met Oscar verdediger was.

## Biografie
Pereyra begon zijn carrière bij Nacional uit zijn thuisstad in 1975. In 1977 werd hij landskampioen met de club en maakte toen de overstap naar São Paulo voor vijf miljoen cruzeiro's, op dat moment de tweede hoogste transfersom ooit in Brazilië. Real Madrid probeerde hem nog weg te kapen eind december van dat jaar, maar hij had geen interesse toen om in Spanje te spelen. Op 11 november 1977 speelde hij zijn eerste wedstrijd in het shirt van São Paulo tegen Internacional in de tweede fase van het kampioenschap. Hij werd vergeleken met Pedro Rocha, een Uruguayaan, die de voorbije jaren het mooie weer gemaakt had bij São Paulo. In de derde fase van de competitie werd São Paulo groepswinnaar en plaatste zich voor de halve finale, waar de club een makkelijke tegenstander trof, Operário, en ook daarvan won. In de finale won de club na strafschoppen van Atlético Mineiro. De supporters van São Paulo waren euforisch, hij begreep de commotie niet omdat hij pas met Nacional kampioen geworden was, een zoveelste in de rij, maar voor São Paulo was het nog maar de eerste landstitel en dus erg speciaal. Na de komst van Oscar in 1980 vormde hij samen met hem een van de sterkste verdedigingsduo's in de Braziliaanse competitie. In 1986 won het land de tweede titel en ze wonnen ook vier keer het Campeonato Paulista. In 1988 trok hij naar Flamengo, waar hij slechts elf wedstrijden voor speelde en daarna ging hij naar Palmeiras waarvoor hij ook maar enkele wedstrijden speelde. Hij beëindigde zijn spelerscarrière in Japan.
In 1975 speelde hij voor het eerst voor het nationale elftal. In 1986 stond hij met het land op het WK in Mexico, waar hij speelde tegen Schotland en Argentinië.
Na zijn spelerscarrière werd hij trainer en begon in 1997 bij São Paulo, maar kon er geen potten breken. Hierna trainde hij nog verscheidene teams.